# Symptome der Schizophrenie nach Bleuler
Eugen Bleuler (1857–1939) schlug 1911 den Namen Schizophrenie für eine Gruppe psychischer Störungen vor, die zuvor Emil Kraepelin (1856–1926) unter dem Namen Dementia praecox zusammengefasst hatte. Die Namensgebung entstammt dem zeitgenössischen Denkmodell der Dissoziation. Dazu übernahm Bleuler als damals einziger Universitätsprofessor die Psychoanalyse von Sigmund Freud und deutete damit viele Symptome.
Dabei unterschied er zwischen Primär- und Sekundärsymptomen und zwischen Grundsymptomen und akzessorischen Symptomen.

## Primär- und Sekundärsymptome
| Primärsymptome | Sekundärsymptome |
| --- | --- |
| - Lockerung der Assoziation - Benommenheitszustände - Disposition zu Halluzinationen - Tremor - Pupillendifferenzen - Ödeme - Katatone Anfälle | - Zerfahrenheit, Symbolisierungen, Affektstörungen - Störungen von Gedächtnis und Orientierung - Automatismen - „Blödsinn“ - Wahnideen - Autismus - Unberechenbarkeit - Abulie - Negativismus - Halluzinationen, Stereotypien, Katalepsie |

## Grundsymptome und akzessorische Symptome
| Grundsymptome | Akzessorische Symptome                                                                                           |
| --- | --- |
| - Assoziationstörungen (Zerfahrenheit, Gedankensperre) - Affektivitätsstörungen (Ängste, Parathymie, Affektinkontinenz) - Ambivalenz der Gefühle - Autismus (Verlust der Beziehung zur Realität) - Störungen des Willens und Handelns - Störungen der Person | - Halluzinationen - Wahnideen - Funktionelle Gedächtnisstörungen - Katatonie - Störungen von Schrift und Sprache |

Grundsymptome sind nach Bleuler nur für die Schizophrenie charakteristisch, während akzessorische Symptome auch bei anderen psychischen Krankheiten vorkommen können. Ausgehend von dieser Emil Kraepelin nicht geläufigen Bewertung der Symptome haben später Kurt Schneider (1887–1967) und Hans Walter Gruhle (1880–1958) verfeinerte Systeme von Primärsymptomen oder Symptomen 1. Ranges beschrieben. Assoziationsstörungen nahmen bei Bleuler darüber hinaus einen besonderen Rang ein, da sie von ihm nicht nur als Grundsymptom, sondern auch als Grundstörung aufgefasst wurden, d. h. als psychische Veränderung, von der aus alle anderen abgeleitet bzw. erklärt werden konnten.(a) Damit zeigte sich eine Annäherung an die von der Assoziationspsychologie und Elementenpsychologie vertretene Lehre, insbesondere an den Begriff des Elementarsymptoms von Carl Wernicke (1848–1905), der an die Kenntnis der Assoziationsbahnen im Gehirn angelehnt war.(b)
In der heutigen Nomenklatur entsprechen die Grundsymptome im Wesentlichen den Minussymptomen, die akzessorischen Symptome den Positivsymptomen. Bleuler hatte hiermit schon heutige Forschungsergebnisse dahingehend vorweggenommen, dass Minussymptome wesentlich Verlauf und Prognose der Schizophrenie bestimmen. Verlaufsformen mit vorwiegenden Positivsymptomen/akzessorischen Symptomen haben meistens eine bessere Prognose.

## Merkhilfe
Als eine Merkhilfe wird von den „vier großen A’s“ (Grundsymptome) Eugen Bleulers gesprochen: Assoziation, Affektivität, Ambivalenz, Autismus.